# 로어이스트사이드 주택박물관

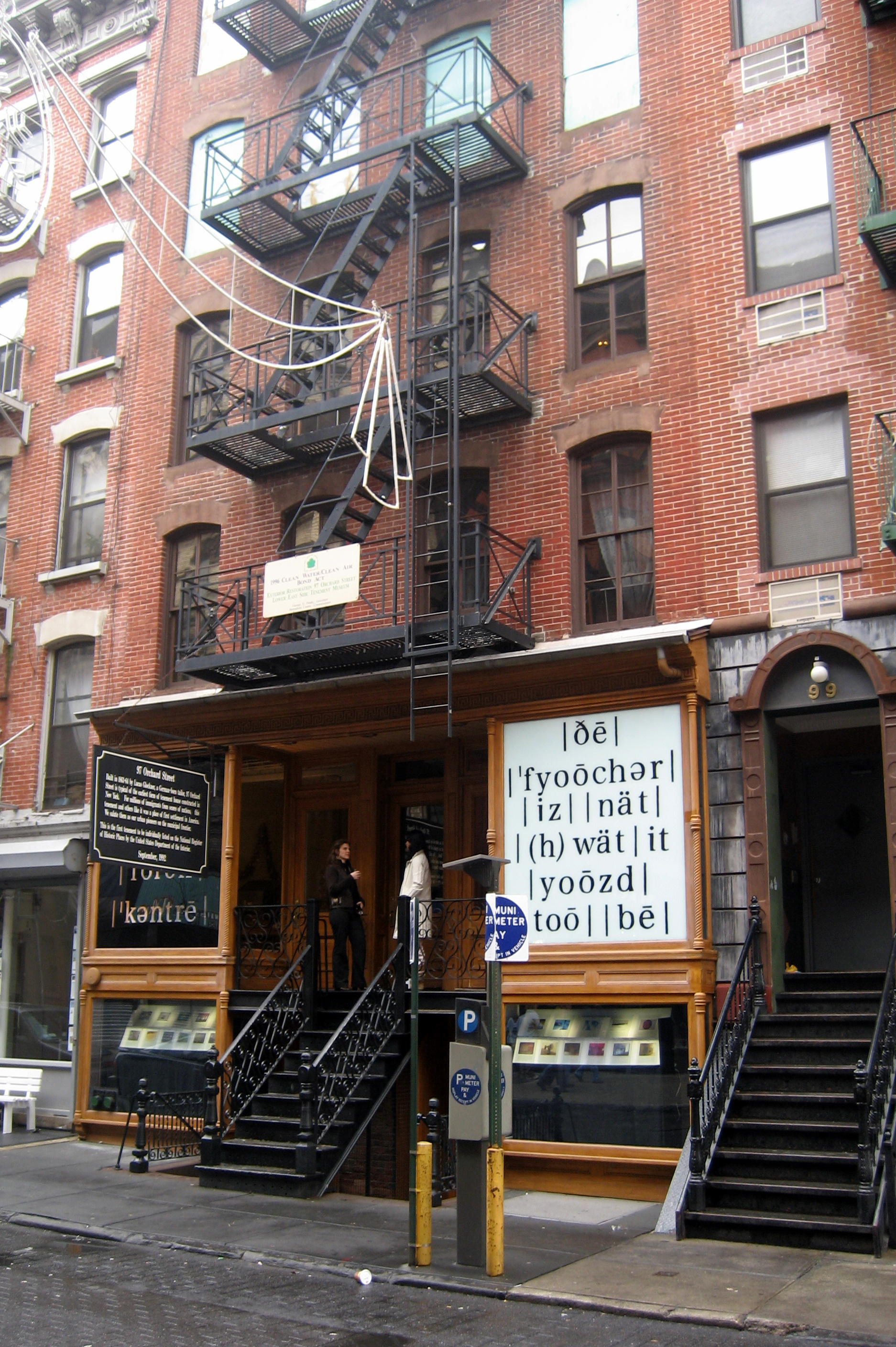
로어이스트사이드 주택박물관

로어이스트사이드 주택박물관(Lower East Side Tenement Museum)은 로어이스트사이드에 위치한 박물관이다. 19세기경 이민자들의 생활상 등을 볼 수 있으며, 5층 주택으로 이루어져 있다.

미국 뉴욕 맨하탄 97 오차드 스트리트에 위치한 이 박물관은 국가유적지이다. 5층짜리 벽돌 건물인 이 곳은 1863~1935년 대략 20개국에서 온 7천명의 사람이 머물렀던 곳이다. 박물관에서 한 블럭 아래에 관광객 센터가 있다. 20세기 초 미국 이민자들의 삶에 대해 체험해 볼 수 있는 곳이다.
1863년 프러시아에서 온 이민자 루카스 글락크너가 최초로 계약한 뒤, 이 건물은 도시개발주택법에 따라 몇 차례 재건축 되었다. 맨 처음 지어졌을 때에는 22개실에 지하1층에 주점이 있는 구조였다. 지상 4층과 지하의 2개실은 나중에 근린상가로 바뀌어서 16개 실만이 남게 됐다. 이 과정에서 실내 상하수도(냉수가 공급되며 한 층에 화장실이 2칸 있는 구조)가 설치됐고, 공기정화장치, 도시가스, 전기가 설치됐다. 1935년에는 건물주가 임차인들을 내쫓고, 상부 창문을 널빤지로 막고 해당층을 출입통제하였다. 거리에 맞닿아 있는 층과 상점이 있던 지하만 개방하였다. 로어 이스트 사이드 테넌트 뮤지엄으로 기획됐던 1988년까지 그 상태로 이어졌다. 이에 따라, 이 건물은 20세기 초반의 생활상을 간직한 '타임캡슐' 이 되었다.
이후 복구작업을 거쳤지만, 상층의 일부는 손상 우려가 있어 여전히 개방되지 않고 있다.
공동주택 박물관은 1988년 루스 J. 아브람과 아니타 제이콥슨이 세웠다. 이 박물관 건물은 1994년 4월 19일 기념비적 국가유적으로 지정됐다. 1998년 11월 12일에는 국가유적지로 승인됐다. 건물은 국가공원에 포함되는 위치에 있지만 로어 이스트 사이드 공동주택 박물관이 소유하고 관리한다. 2000년에 이 곳은 그간의 형태 보존 노력을 인정받아 "미국 국보 지킴이" 상을 받고 25만 달러 상금을 받는다. 2001년 이 공동주택 박물관은 "루디 브루너 도시 어워드"에서 은메달을 받는다. 2005년에는 뉴욕시에 위치한 406개 예술품과 복지재단 가운데 선정돼 2천만 달러의 상금을 카네기 협회로부터 받는다. (상금은 당시 뉴욕시장 마이클 불룸버그가 기부한 금액이었다.) 2015년 국가방위허용법이 제정돼 103 오차드 스트리트에 위치한 또다른 공동주택 또한 국가유적지로 지정되었다.
하지만 박물관에서 현재 가이드 등으로 일하는 직원들이 노동조합 결성을 주장하는 등, 몇 차례 열악한 근로조건 때문에 문제가 된 적이 있다. 테너먼트 박물관이 전하는 메시지는, 당대 저임금 노동자들의 힘들었던 삶과 전철을 밟지 않기 위해 노력하자는 것인데, 실제 현재 박물관 근무자들의 삶 또한 그리 나을 수준이 아니라니 모순적인 일인 것이다.
99 오차드 스트리트의 건물 또한 수용하기로 예정되어 있다.
전시, 소장품, 운영 프로그램
1869년부터 1935년까지 97 오차드 스트리트에 살았던 이민자들의 삶을 그대로 드러내 보인다. 20세기 초 이민자들의 삶 또한 미국 역사의 명실공히 한 부분으로 포함될 수 있었던 데에 공동주택 박물관의 역할이 컸다. 박물관은 또한 다양한 교육 프로그램도 운영하고 있다. 박물관 주변 지역을 걸어 보는 시간도 제공하고 있다.